# Daniel Wickström
Daniel Wickström, född omkring 1753, död 1821 i Stockholm var en instrumentmakare i Stockholm. Han tillverkade troligtvis bara stråkinstrument.

## Biografi
Wickström var elev 1770/1771 hos snickarmästaren J. C. Nachtigal. 1773 blev han lärling hos instrumentmakaren Eric Sandberg, Stockholm, som var skolad hos Johan Öberg den äldre. 1779 arbetade han själv i verkstaden hos familjen Öberg. Wickström fick sitt privilegium 1780. 
Från 1780 dominerade Johan Jerner, Mathias Petter Kraft och Daniel Wickström instrumenttillverkningen i Stockholm.
I hans bouppteckning från 1821 fanns tre nyckelharpor uppskrivna och instrument från violinfamiljen.
Han drev även en musikhandel och sålde noter, notpapper och tillbehör till instrument.

### Instrument
Wickström tillverkade fioler, altfioler och celli. Mellan åren 1782-1798 stämplade han 63 fioler och tre celli hos Stockholms hallrätt. De instrument som finns bevarade av Wickström är mycket skickligt byggda. Han använde en mörk lack på sina instrument.

## Produktion
| År   | Produkt/Arbete       | Summa          |
| ---- | -------------------- | -------------- |
| 1780 | 4 fioler             | 16,?           |
| 1781 | 4 fioler             | 27             |
| 1782 | 4 fioler och 2 cello | 67,32          |
| 1783 | 5 fioler             | 28             |
| 1784 | 2 fioler             | 24             |
| 1785 | 6 fioler och 1 cello | 80             |
| 1819 | Instrument.          | 300 riksdaler. |
| 1820 | Instrument.          | 300 riksdaler. |